# Kalanchoe miniata
Kalanchoe miniata là một loài thực vật có hoa trong họ Crassulaceae. Loài này được Hilsenb. & Bojer ex Tul. miêu tả khoa học đầu tiên năm 1857.